# Скэришоара
Скэришоара (рум. Scărișoara) — коммуна в составе жудеца Алба (Румыния).

## Состав
В состав коммуны входят следующие населённые пункты:
- Бырлешти (Bârlești)
- Ботешти (Botești)
- Фаца-Лэзешти (Fața-Lăzești)
- Флорешти (Florești)
- Лэзешти (Lăzești)
- Леспезя (Lespezea)
- Мацей (Maței)
- Неджешти (Negești)
- Прелукэ (Prelucă)
- Рунк (Runc)
- Скэришоара (Scărișoara)
- Сфоартя (Sfoartea)
- Штьюлеци (Știuleți)
- Трынчешти (Trâncești)

## Население
Согласно переписи населения 2011 года, в коммуне проживал 1661 человек, 81,99 % которых были румынами и 15,29 % — цыганами.

## Достопримечательности
- Пещера Скэришоара изначально находилась на территории коммуны (и получила от неё название), однако после изменения административного деления оказалась на территории коммуны Гырда-де-Сус
- Охраняемая природная территория «Кейле Мындруцьюлуй»